# Poor Misguided Fool
Poor Misguided Fool è un singolo del gruppo musicale inglese Starsailor, pubblicato nel 2002 ed estratto dall'album Love Is Here.

## Tracce
- CD

1. Poor Misguided Fool
2. Born Again
3. Poor Misguided Fool (Soulsavers remix)
4. Poor Misguided Fool (video)